# کریستال کلارک
کریستال کلارک (انگلیسی: Crystal Clarke؛ زادهٔ ۱۹۹۳/۱۹۹۴) بازیگر اهل ایالات متحده آمریکا است. وی از سال ۲۰۱۳ میلادی تاکنون مشغول فعالیت بوده‌است.
از فیلم‌ها یا برنامه‌های تلویزیونی که وی در آن نقش داشته‌است می‌توان به سَـندیتون، زن طلایی‌پوش، جنگ ستارگان: نیرو برمی‌خیزد، اساسینز کرید، جنگ ستارگان: آخرین جدای، زندگی الکتریکی لوئیس وین، دختر پادشاه، امپراتور روشنایی، آینه سیاه و سندیتون اشاره کرد.